# Термидор

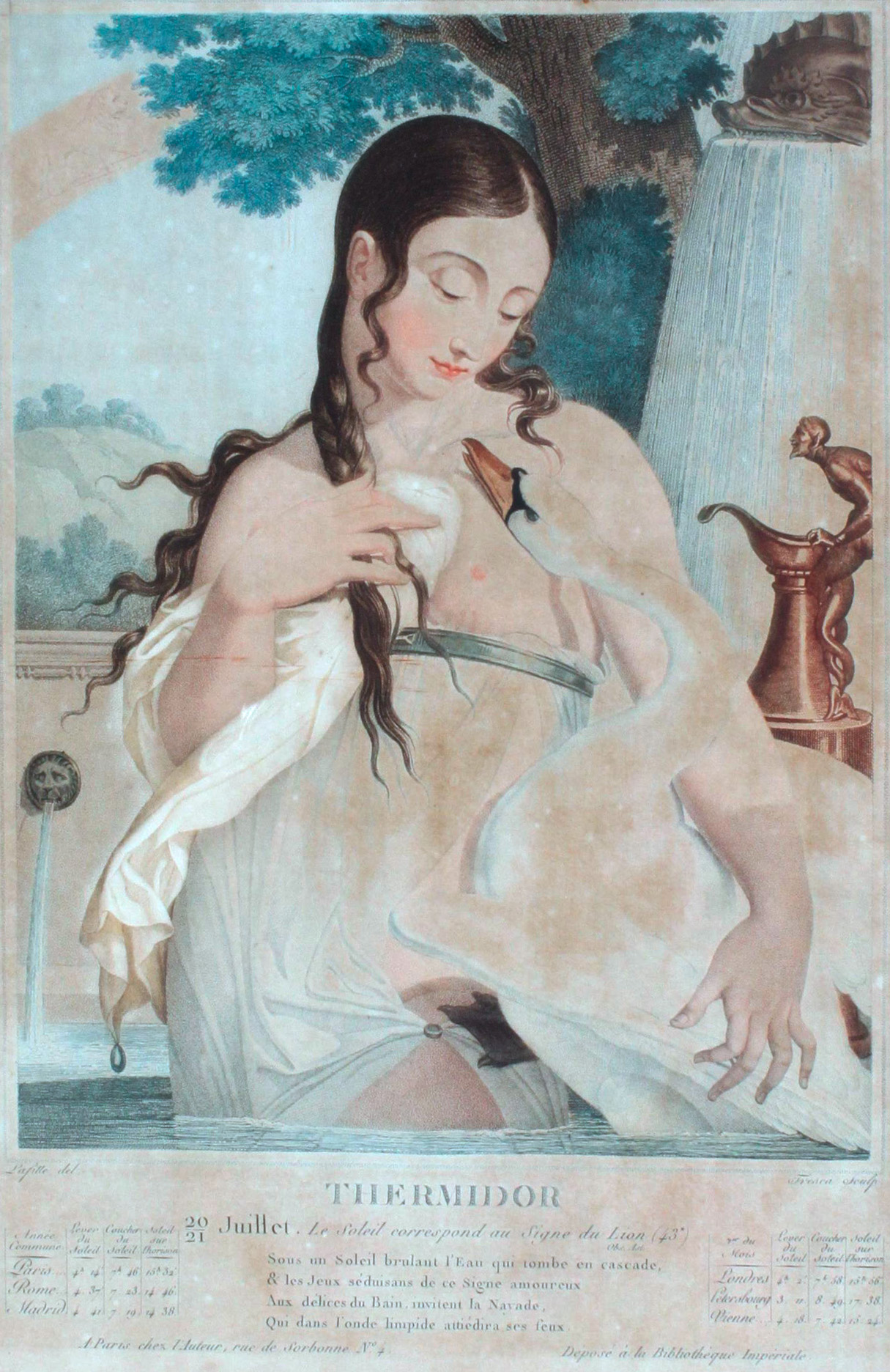
Аллегория, изображающая месяц термидор (Луи Лафитт)

Термидор (фр. thermidor, от греч. θέρμη — тепло, жар и δῶρον — дар) — 11-й месяц (19/20 июля — 17/18 августа) французского республиканского календаря, действовавшего с октября 1793 года по 1 января 1806 года. Также термидором называют термидорианский переворот, в результате которого была ликвидирована якобинская диктатура и был положен конец Французской революции.
Название месяца «термидор» стало символичным для обозначения всякого контрреволюционного переворота. Так, Лев Троцкий в своей книге «Преданная революция» посвятил отдельную главу «Советский термидор» обюрокрачиванию коммунистической партии и отчуждению народных масс от управления государством в условиях сталинизма.
Как и все остальные месяцы французского республиканского календаря, термидор длился 30 дней и был разделен на три 10-дневные недели, названные декадами. Каждый день назывался по имени сельскохозяйственного растения, за исключением 5-го (фр. quintidi) и 10-го (фр. decadi) дня каждой декады, которые имели имена домашнего животного и сельскохозяйственного инструмента соответственно.
|          | I декада | I декада                 | II декада | II декада             | III декада | III декада          |
| -------- | -------- | ------------------------ | --------- | --------------------- | ---------- | ------------------- |
| Primidi  | 1.       | Epeautre (Спельта)       | 11.       | Panic (Синеголовник)  | 21.        | Carline (Колючник)  |
| Duodi    | 2.       | Bouillon blanc (Коровяк) | 12.       | Salicor (Солерос)     | 22.        | Caprier (Каперсы)   |
| Tridi    | 3.       | Melon (Дыня)             | 13.       | Abricot (Абрикос)     | 23.        | Lentille (Чечевица) |
| Quartidi | 4.       | Ivraie (Плевел)          | 14.       | Basilic (Базилик)     | 24.        | Aunée (Девясил)     |
| Quintidi | 5.       | Bélier (Баран)           | 15.       | Brebis (Овца)         | 25.        | Loutre (Выдра)      |
| Sextidi  | 6.       | Prêle (Хвощ)             | 16.       | Guimauve (Алтей)      | 26.        | Myrthe (Мирт)       |
| Septidi  | 7.       | Armoise (Полынь)         | 17.       | Lin (Лён)             | 27.        | Colza (Рапс)        |
| Octidi   | 8.       | Carthame (Сафлор)        | 18.       | Amande (Миндаль)      | 28.        | Lupin (Люпин)       |
| Nonidi   | 9.       | Mûre (Шелковица)         | 19.       | Genthiane (Горечавка) | 29.        | Coton (Хлопок)      |
| Decadi   | 10.      | Arrosoir (Лейка)         | 20.       | Écluse (Шлюз)         | 30.        | Moulin (Мельница)   |

## В литературе
- Роман Марка Алданова «Девятое термидора»